# Henrik Ekberg
Åke Henrik Ekberg, född 25 april 1944 i Ingå, är en finländsk redaktör.
Henrik Ekberg disputerade 1991 på en avhandling om den finländska nazismen 1932–1944 och blev politices doktor 1995. Han anställdes 1969 vid Föreningen Finlandssvenska Uppslagsverk och 1973 vid Schildts förlag med uppgift att sammanställa första upplagan av Uppslagsverket Finland, som utkom 1982–1985. Han redigerade senare bland annat verken Finland i krig 1-3 (1986/2000–2001) och Finlands historia 1-4 (1992–1999) samt fem upplagor av Vem och vad (1975, 1980, 1992, 1996 och 2000). Han blev 2001 huvudredaktör för andra upplagan av Uppslagsverket Finland, som utkom mellan åren 2003–2007, samt ledde även Uppslagsverket Finlands introduktion på Internet hösten 2009, varefter han gick i pension i november samma år. Han redigerade dessutom Västnyländsk årsbok 1999–2006.
Ekberg har även publicerat artiklar för finlandssvensk tidnings- och tidskriftspress samt verkat som översättare. År 2006 utgav han historiken över Västnyland: I borgens skugga. Västnyland från forntid till nutid och i slutet av 2013 utkom historiken över Schildts förlag: Frisinne & kvalitet: ett sekel med Schildts.